# David A. Stewart
David Allan Stewart (Sunderland, 9 de Setembro de 1952), é um músico britânico, conhecido pelo seu trabalho nos Eurythmics.

## Biografia
Nascido em 8 de setembro de 1952, em Sunderland, Dave entrou no mundo musical literalmente por acidente. Tudo aconteceu aos 13 anos, após sofrer uma grave contusão jogando futebol. Dave era um excelente jogador, tendo participado de algumas seleções inglesas menores e durante sua convalescença ganhou uma guitarra para passar o tempo. Após montar um grupo, The Longdancer, Dave acabou encontrando Annie Lennox e resolveram morar juntos.
O começo foi bem difícil e eles aproveitavam qualquer chance que tinham para entrar em um estúdio e ensaiarem suas canções. Dave e seu colega Peet Combies procuravam um selo e só conseguiram quando apresentaram Annie.
O resultado foi o nascimento do grupo The Catch que lançou apenas um compacto - Borderline - antes de fracassarem terrivelmente. E o grupo foi abandonado pelo selo quando o trio adicionou Jim Tooney e Eddie Chin em sua formação.
O quinteto acabou mudando de nome; eram agora The Tourists. E a banda começou a ganhar alguns fãs. A mistura punk e pop, além da produção do legendário produtor alemão Conny Plank (trabalhou, entre outros, com o Kraftwerk) fez a banda crescer em palco e até excursionaram ao lado do Roxy Music.
O grupo lançou três discos em dois anos - The Tourists (1979); Reality Effect (1979) e Luminous Basement (1980) e conseguiu um grande sucesso com a cover de um clássico de Dusty Springfield - "I Only Want To Be With You", do segundo disco, Reality Effect, que chegou a conseguir disco de platina.
Apesar do sucesso, Dave e Annie nunca gostaram muito do grupo ou do formato de banda de rock e resolveram acabar com a banda após cinco compactos e muitas brigas internas, em 1981. Depois de brigarem com a Logo Records, foram para a RCA e resolveram se mudar para a Alemanha onde, mais uma vez, iriam trabalhar com Conny Plank.
Com ele, começaram a produzir algumas demos, contando até com alguns membros do Can. A primeira providência adotada por Dave e Annie era de jamais trabalharem novamente com um grupo. A partir de agora, seriam apenas os dois. Para isso, escolheram um nome diferente: Eurythmics (e não The Eurythmics). O nome foi tirado de uma dança grega que Annie aprendeu quando criança e Dave vendeu à RCA que o nome tinha a ver com elementos "europeus e rítmicos". Mesmo sem convencerem a gravadora, adotaram o nome.